# Морська система евакуації

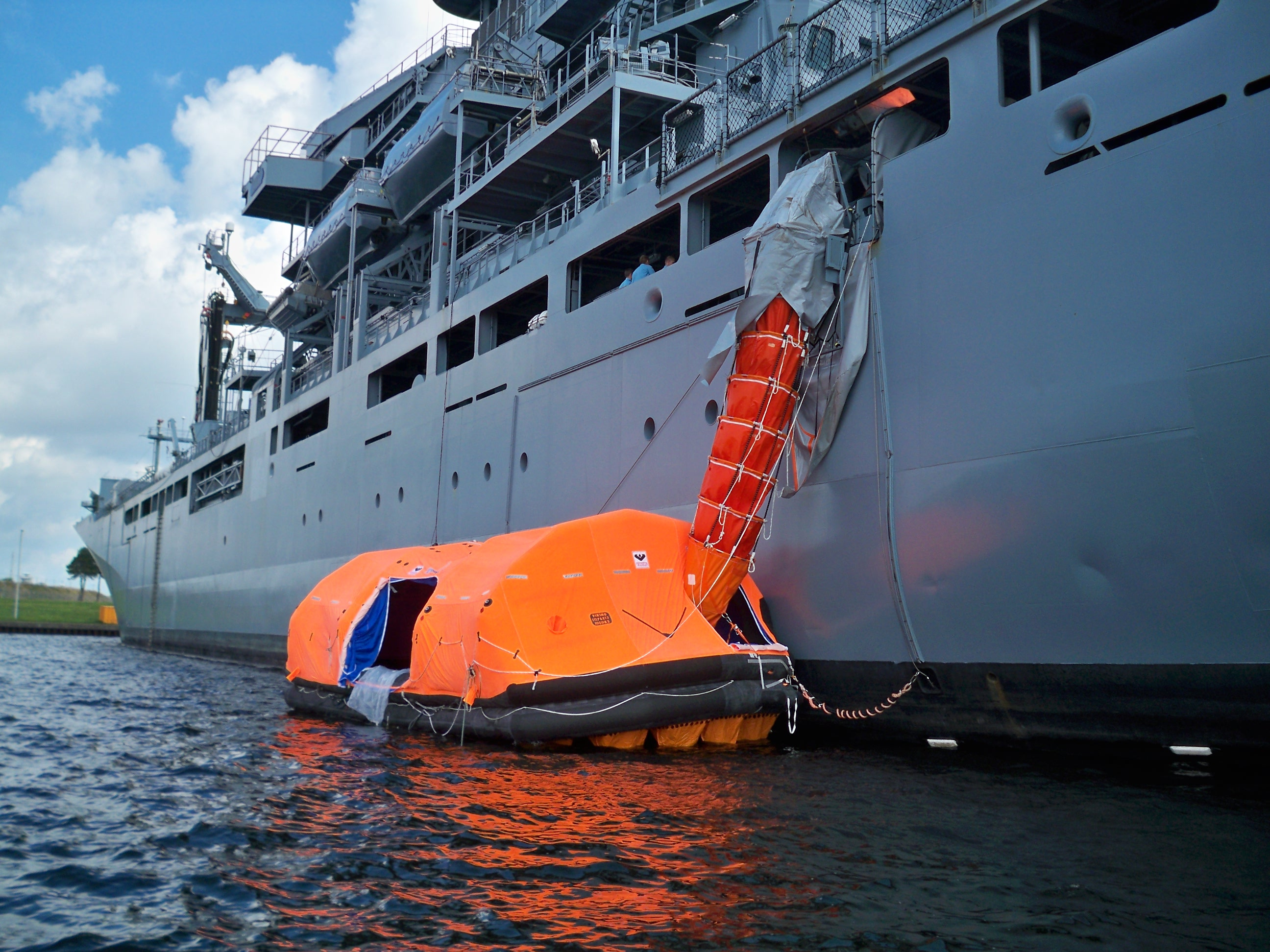
Демонстрація використання MES.

Морська евакуаційна система, морська система евакуації (англ. marine evacuation system, MES) — рятувальний пристрій, який застосовується на багатьох сучасних пасажирських суднах, поромах, а також нафтових платформах. Система складається з надувної гірки або евакуаційного жолоба, якими пасажири евакуюються прямо на спущені на воду рятувальні плоти.
Перевагами такої системи є те, що люди потрапляють до рятувальних плавзасобів (зазвичай критих), не промокнувши у воді та не наражаючись на будь-яку небезпеку; порівняно з традиційними рятувальними шлюпками, система дозволяє швидко та просто евакуювати велику кількість людей, легка та економить місце на борту.

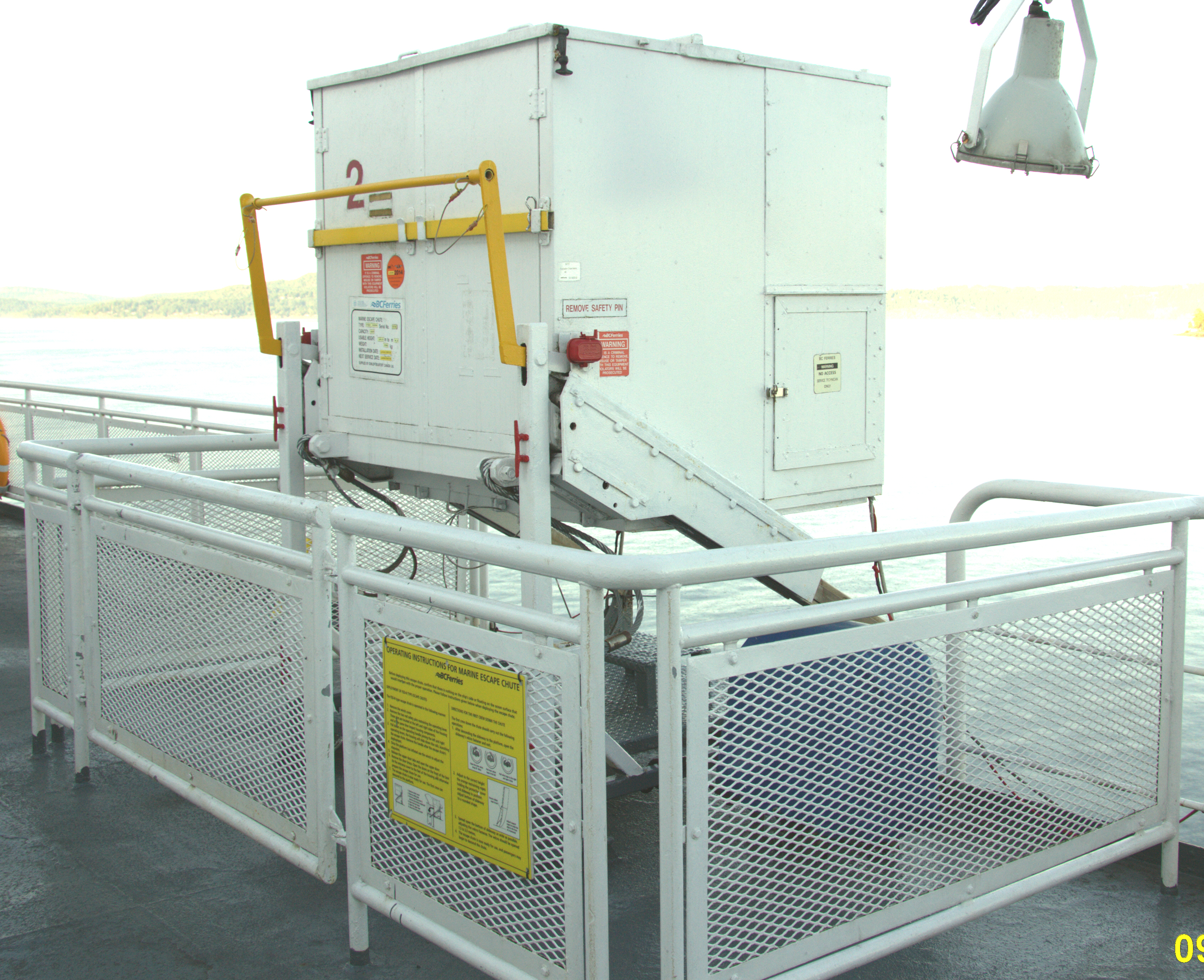
MES у ящику на борту судна.

Пліт з жолобом зберігаються у ящику на палубі, який займає 4 м2 і важить близько 685 кг. Для розгортання системи потрібні всього одна чи дві людини. При ввімкненні пристрою жолоб чи гірка з плотом автоматично падають у воду, і пліт починає надуватися. Весь процес триває приблизно 90 секунд.
Перша така система розроблена в 1979 році компанією RFD Beaufort , що виготовляє засоби безпеки. Крім неї, найвідомішими виробниками MES є Zodiac (США), Viking (Данія), Liferaft Systems Australia (Австралія) та ALBE Engineering & Consulting GmbH (Німеччина).